# 小尔朱氏
尔朱皇后（？—？），契胡族大将尔朱兆之女。

## 生平
初为北魏建明皇帝（长广王）元晔皇后，532年元晔被杀后，权臣高欢纳之，与堂姑母大尔朱氏相对称小尔朱氏。生高欢第十子任城王高湝。未几，与高欢之弟赵郡公高琛私通，高琛被打死，而尔朱氏徙于灵州。后嫁范阳卢景璋。

## 丈夫
- 元晔
- 高欢
- 卢景璋，出自范阳卢氏

## 延伸阅读
[在维基数据编辑]
 《北史·卷014》，出自李延壽《北史》